# Lycaena heteronea
Lycaena heteronea is een vlinder uit de familie van de Lycaenidae. De wetenschappelijke naam van de soort is voor het eerst geldig gepubliceerd in 1852 door Jean Baptiste Boisduval. De vlinder komt voor in Californië, Nevada, Montana en Colorado in het westen van Noord-Amerika.